# James Webb
James Edwin Webb (Tally Ho, 7 de outubro de 1906 – Washington, D.C., 27 de março de 1992) foi um militar, servidor público e político dos Estados Unidos.
Foi o segundo Administrador da NASA, entre 14 de fevereiro de 1961 a 7 de outubro de 1968. James supervisionou a NASA no início da administração de John F. Kennedy e depois na de Lyndon B. Johnson, além de todos os primeiros voos tripulados do Projeto Mercury, Gemini e o incêndio da Apollo 1.
Em 2002, o Next Generation Space Telescope (NGST) foi renomeado para Telescópio Espacial James Webb, em sua homenagem.

## Biografia
James nasceu em 1906 na vila de Tally Ho, condado de Granville, na Carolina do Norte. Seu pai era o superintendente das escolas públicas do condado. Era o segundo filho entre as cinco crianças de John e Sarah Webb. Formado pela Universidade da Carolina do Norte, com bacharelado em Artes e Educação, em 1928, James ingressou no Corpo de Fuzileiros Navais dos Estados Unidos e serviu como piloto entre 1930 e 1932.
Depois do serviço militar, James entrou na faculdade de Direito, The George Washington University Law School, onde se formou Juris Doctor em 1936. No mesmo ano, ingressou na ordem dos advogados do Distrito de Columbia.

## Vida pessoal
James se casou com Patsy Aiken Douglas (1908-2006), em 1938, com quem teve um casal de filhos, Sarah Gorham Webb (nascida em 1945) e James Edwin Webb, Jr. (nascido em 1947). Patsy faleceu em 2006 depois de 15 anos lutando contra o Mal de Parkinson.

## Carreira

### Câmara dos Representantes
Sua longa carreira no serviço público começou em Washington, DC, como secretário do congressista Edward W. Pou, da Carolina do Norte, de 1932 a 1934. Pou era o diretor do Comitê de Regras e Decano da Câmara. Com a ajuda de James, Pou se tornou um político influente, em especial na aprovação do New Deal, na administração de Franklin Roosevelt. Além de secretário, James era também seu assistente, devido à idade de Pou.
Em seguida, James entrou como assistente no escritório do advogado Oliver Max Gardner, ex-governador da Carolina do Norte e amigo do presidente Roosevelt, trabalhando com Oliver de 1934 a 1936. Oliver o orientou na sua conclusão de curso. Durante o Air Mail scandal, em 1934, o escritório de Oliver foi contratado como representante das empresas aéreas envolvidas no escândalo. O trabalho de James no caso da companhia aérea o colocou em contato com a Sperry Gyroscope Company, que o contratou como assistente de Thomas Morgan, o presidente. Entre 1936 e 1944, James se tornaria o tesoureiro e depois o vice-presidente da companhia. Sob sua administração, a Sperry expandiu de 800 empregados para mais de 33 mil e se tornou a principal fornecedora de equipamentos de navegação e radares para o governo durante a Segunda Guerra Mundial.
Ainda que James quisesse fazer parte dos esforços de guerra ao tentar se realistar na Marinha, seu trabalho foi considerado estratégico, logo no começo dos conflitos. Em 1944, entretanto, seu alistamento foi aceito no Corpo de Fuzileiros Navais como comandante no 28º Grupo de Controle Aéreo. De capitão ele foi promovido a major. Foi o comandante do programa de radar durante a invasão no Japão. Tinha ordens de sair do arquipélago em 14 de agosto de 1945, mas com a Rendição do Japão em 2 de setembro de 1945 as ordens foram adiadas.
Com o fim da Segunda Guerra, James retornou a Washington, onde trabalhou como assistente executivo de Oliver Max Gardner, agora vice-secretário do tesouro. Ficou poucos meses, pois foi indicado como diretor do departamento de orçamento federal no gabinete da presidência de Truman, cargo que manteve até 1949. O departamento é o responsável por preparar a proposta do orçamento anual antes da apreciação do Congresso. Os custos da Segunda Guerra tinham sacrificado várias áreas do orçamento federal e Truman precisava equilibrar as contas.

### Departamento de Estado
Presidente Truman indicou James para trabalhar como vice-secretário de Estado, cargo que começou a exercer em janeiro de 1949. Sua primeira função era a de reorganizar o departamento, adicionando 12 indicados pelo presidente e reduzindo o poder dos servidores subordinados. Organizou e aumentou a rede de inteligência do departamento.
Nesta época, o governo era dominado pelo macarthismo e havia uma grande pressão sobre o departamento, vindo do Congresso, para encontrar e denunciar comunistas, anarquistas e qualquer indivíduo com sentimentos anti-americanos e que pudessem ser um risco ao povo norte-americano. James declarou a um comitê do Senado que a maioria das pessoas removidas do governo por torpeza moral eram homossexuais. Embora a Casa Branca não tenha sido politicamente capaz de conter o fervor do Congresso, implementou uma estratégia para enfatizar os aspectos médicos e subestimar as preocupações de segurança dos homossexuais no governo.
Uma das maiores questões que o Departamento de Estado enfrentava na época era se a União Soviética poderia ser contida apenas por meios diplomáticos ou se seriam necessários meios militares. Paul Nitze, Diretor de Planejamento de Políticas de Estado, escreveu um memorando confidencial, o NSC 68, defendendo um aumento na força militar da OTAN. Embora Secretário de Defesa, Louis A. Johnson, tenha se oposto a um aumento no orçamento de Defesa, James Webb procurou o presidente Truman para convencê-lo a apoiar as recomendações da NSC 68.
Em 25 de junho de 1950, o Exército da Coreia do Norte invadiu a Coreia do Sul. James e o secretário Dean Acheson fez três recomendações ao então secretário de defesa: envolver as Nações Unidas, enviar a Frota do Pacífico para a região do Mar Amarelo e autorizar o uso da Força Aérea sobre os tanques coreanos. Truman seguiu a as primeiras duas recomendações imediatamente, mas hesitou em enviar força militar por vários dias. O Departamento de Defesa foi culpado pela falta de preparo dos Estados Unidos e o secretário de defesa tentou culpar Dean Acheson. James então usou seus contatos no Congresso, entre outros aliados, para convencer o presidente Truman a substituir o secretário Johnson e George Marshall, já aposentado, foi chamado para ocupar o cargo.
James aumentou o papel da propaganda durante a Guerra Fria. Criou acordos e fez alianças entre universidades e cientistas, o Projeto Troy, a fim de estudar a propaganda via rádio por trás da Cortina de Ferro.
Com a atenção dada à Guerra da Coreia pelo Departamento de Estado, a influência de James enfraqueceu. Paul Nitze se tornaria o principal conselheiro do secretário Acheson e um desentendimento entre James Webb e Nitze levaria este último a pedir a demissão de Webb. James vinha sofrendo de enxaquecas por volta dessa época e se demitiu de seu cargo em fevereiro de 1952. James conseguiu um cargo junto da petroleira Kerr-McGee, em Oklahoma City, mas era bastante influente entre os círculos do governo, tendo inclusive servido no Draper Committee, em 1958.

## NASA

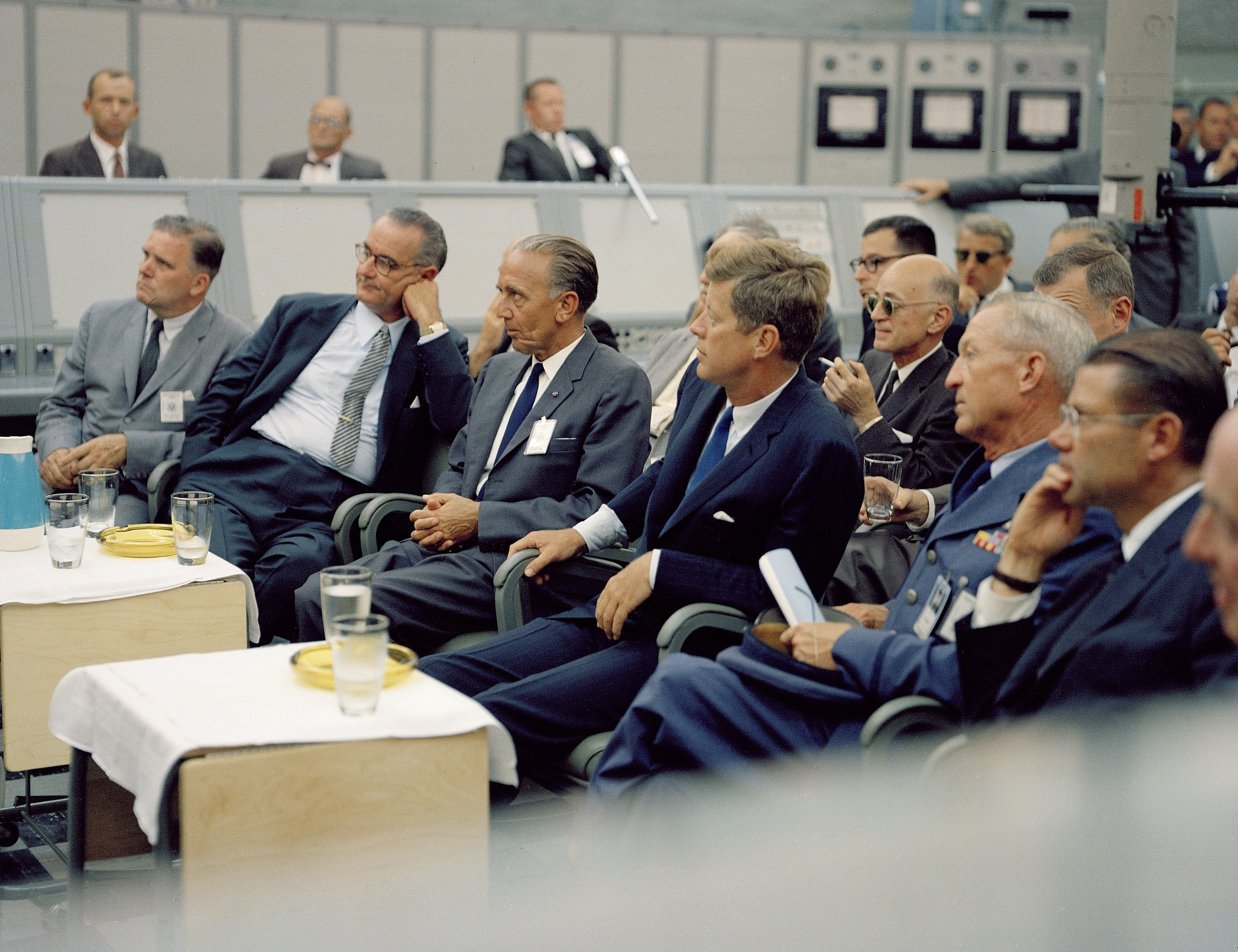
James Webb, vice-presidente Lyndon Johnson, Kurt Debus, e o presidente John F. Kennedy na reunião sobre o lançamento do Saturno I, setembro de 1962

Em 14 de fevereiro de 1961, James aceitou o convite de John F. Kennedy para ser o novo diretor da NASA, substituindo o diretor interino, Hugh L. Dryden. Foi sob a administração de James que o governo norte-americano fixou como meta o pouso na Lua até o final da década de 1960 através do Programa Apollo.
Por sete anos após o anúncio de Kennedy, em 25 de maio de 1961, da meta de um pouso lunar tripulado até outubro de 1968, James fez lobby por apoio à NASA no Congresso. Como membro de longa data dos círculos de Washington e com o apoio do Presidente Johnson, ele foi capaz de conquistar apoio e recursos contínuos para a Apollo.
Sob sua administração, a NASA evoluiu de um aglomerado de institutos de pesquisas desconexos para uma organização coordenada. James foi o elemento chave na criação do Centro de Espaçonaves Tripuladas, hoje o Centro Espacial Lyndon B. Johnson, em Houston. Apesar da constante pressão para o sucesso dos voos da Apollo, James assegurou que a NASA conseguisse financiamento para a exploração planetária com o Programa Mariner e o Programa Pioneer.

## Últimos anos
Depois de se aposentar da NASA, James permaneceu em Washington, supervisionando vários comitês, tendo sido um dos supervisores do Smithsonian Institution. Em 1981, foi agraciado com a Medalha Sylvanus Thayer, da Academia Militar de West Point, por sua dedicação e serviço ao país.

## Morte
James morreu em Washington, D.C., em 27 de março de 1992, aos 85 anos, devido a um infarto. Ele foi sepultado no Cemitério Nacional de Arlington.